# Мильваш
Мильва́ш (фр. Millevaches, окс. Miuvachas) — коммуна во Франции, находится в регионе Лимузен. Департамент — Коррез. Входит в состав кантона Сорнак. Округ коммуны — Юссель.
Код INSEE коммуны — 19139.
Коммуна расположена приблизительно в 360 км к югу от Парижа, в 70 км восточнее Лиможа, в 50 км к северо-востоку от Тюля.

## Население
Население коммуны на 2008 год составляло 91 человек.
| 1962 | 1968 | 1975 | 1982 | 1990 | 1999 | 2008 |
| ---- | ---- | ---- | ---- | ---- | ---- | ---- |
| 105  | 113  | 86   | 79   | 76   | 82   | 91   |

## Экономика

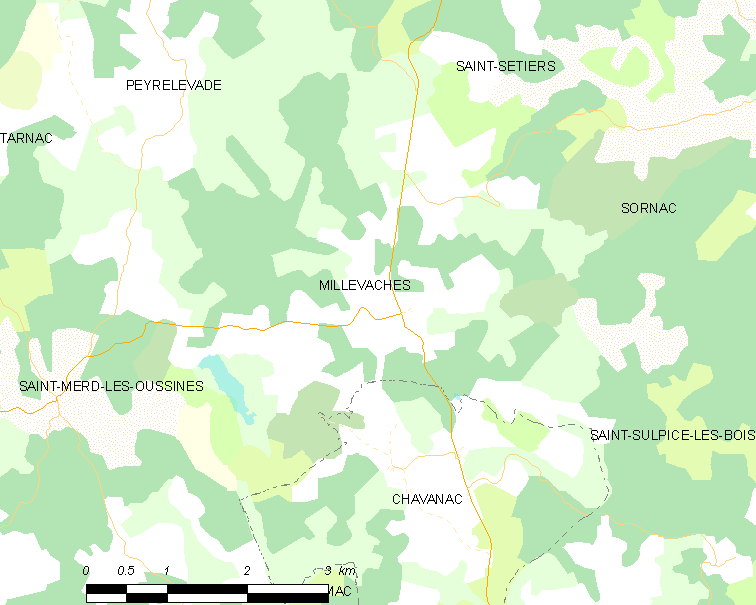
Карта коммуны

В 2007 году среди 48 человек в трудоспособном возрасте (15-64 лет) 26 были экономически активными, 22 — неактивными (показатель активности — 54,2 %, в 1999 году было 60,0 %). Из 26 активных работали 22 человека (14 мужчин и 8 женщин), безработных было 4 (3 мужчин и 1 женщина). Среди 22 неактивных 4 человека были учениками или студентами, 12 — пенсионерами, 6 были неактивными по другим причинам.